# Роберта Джемма
Роберта Джемма (англ. Roberta Gemma, род. 15 декабря 1980, Марино, Лацио, Марино, Италия) — итальянская порноактриса, экзотическая танцовщица и эротическая фотомодель.

## Биография
Родилась в Марино 15 декабря 1980 года. Настоящее имя — Флориана Панелла (Floriana Panella). До карьеры в кино работала в Риме уборщицей. В 2003 году отправила свои фотографии на специализированный веб-портал, где приз состоял в участии в календаре ежемесячного журнала Max. Её снимки стали довольно успешны и вскоре Роберта начала выступать в различных стриптиз-шоу, сначала в клубах Рима, а затем и в других частях Италии.
Начала карьеру в 2006 году. В 2008 году выиграла конкурс Miss Maglietta Bagnata. В том же году Джемма была «мадриной» и хозяйкой PesarHorrorFest, фестиваля фильмов ужасов, проходящим в Пезаро. Снялась в нескольких фильмах ужасов и комедиях.
Снялась более чем в 40 фильмах.

## Избранная фильмография
- Glamour Dolls 4,[7]
- Miami MILFs 6,[8]
- MILFS Like It Black 2,[9]
- Night of the Living Whores,[10]
- Simply Roberta[11],
- Submissive — Tale of A Secretary[12].

## Премии и номинации
| Год  | Церемония         | Результат | Номинация                         | Работа |
| ---- | ----------------- | --------- | --------------------------------- | ------ |
| 2006 | Eroticline Awards | Победа    | Лучшая новая международная звезда | Order  |
| 2007 | Eroticline Awards | Победа    | Лучшая актриса (Приз Жюри)        | н/д    |
| 2008 | Eroticline Awards | Победа    | Лучший международный кроссовер    | н/д    |
| 2010 | Eroticline Awards | Победа    | Лучшая актриса                    | н/д    |
| 2011 | Eroticline Awards | Победа    | Лучшая международная звезда       | н/д    |
| 2012 | Eroticline Awards | Победа    | Лучший международный кроссовер    | н/д    |

## Фильмография
Не-порнографические фильмы:
- «Дом из плоти манекенов» (2009) (House of Flesh Mannequins)
- «Экс» (2009) (Ex)
- «Секретный кошмар Гайда» (2011) (Hyde’s Secret Nightmare)
- «Кровавый грех» (2011) (Bloody Sin)
- «Фобия» (2017) (A Taste of Phobia)